# Union marcophile
L'Union marcophile est une association française régie par la loi de 1901. Fondée le 1er janvier 1927, cette Société fédérée de marcophilie et d'histoire postale regroupe moins d'un millier d'adhérents en 2016 dont plus de 120 à l'étranger. Elle était fédérée jusqu'en février 2010 sous le n°154 de la FFAP. Elle est membre du Comité des travaux historiques et scientifiques (CTHS). L'actuel président, 7ème depuis la création de l'association, est Rodolphe Pleinfossé depuis 2023.
L'Union Marcophile édite une revue trimestrielle de marcophilie et d'histoire postale intitulée Les Feuilles Marcophiles, une revue jugée « remarquable » par le journal Le Monde quand ce journal maintenait une rubrique philatélique. Elle propose également à ses membres résidant en France deux sections d'échange couvrant les différentes périodes de l'histoire postale française. Des ateliers fonctionnent au sein de l'Union Marcophile et des sections régionales ont été installées : la section gardoise qui organise régulièrement des expositions, la section Ouest, la section Centre, la section Île-de-France et la section Rhône-Alpes.
En 1989, l'Académie de philatélie lui remet son prix littérature pour le numéro spécial des Feuilles marcophiles consacré à la Révolution française.
Chaque année à l'occasion de l'assemblée générale, une exposition non compétitive Marcophilex est organisée en France dans une ville différente, en collaboration avec L'adresse Musée de La Poste. Cette manifestation existe depuis 1958 . Les derniers Marcophilex sont : 
- 2015 : Marcophilex XXXIX à Auvers-sur-Oise (Val-d'Oise) [10],[11],[12]
- 2016 : Marcophilex XL à Jurançon (Pyrénées-Atlantiques) [13],[14],[15]
- 2017 : Marcophilex XLI à Issoire (Puy-de-Dôme) les 14 et 15 octobre [16],[17]
- 2018 : Marcophilex XLII à Vertou (Loire-Atlantiques) les 2 et 3 décembre [18]
- 2019 : Marcophilex XLIII à Montrond-Les-Bains (Loire) les 12 et 13 octobre [19]
- 2020 : Marcophilex XLIV à Monéteau (Yonne) les 10 et 11 octobre 2020
- 2021 : Marcophilex XLV à Néris-Les-Bains (Allier) les 9  et 10 octobre 2021
- 2022 : Marcophilex XLVI à Versailles (Yvelines) les 8 et 9 octobre 2022
- 2023 : Marcophilex XLVII à Épernay (Marne)  les 14 et 15 octobre 2023
- 2024 : Marcophilex XLVIII  Périgueux (Dordogne) les 12 et 13 octobre 2024[20]